# Ignace Pierre XVI Batanian
Ignace Pierre XVI Batanian (1899 - 1979; còn được gọi dưới tên Iknadios (Ignatius) Bédros XVI Batanian) là một Thượng phụ người Syria của Giáo hội Công giáo nghi lễ Armenian, trực thuộc Giáo hội Công giáo Rôma. Ông nguyên là Thượng phụ Tòa Cilicia của Giáo hội Công giáo nghi lễ Armenia từ năm 1962 đến năm 1976, đồng thời cũng đảm nhận vị trí Chủ tịch Hội đồng Giáo hội Armenia.

## Tiểu sử
Thượng phụ Batanian sinh ngày 15 tháng 2 năm 1899 tại Mardin, Syria. Sau quá trình tu học dài hạn tại các cơ sở chủng viện theo quy định của Giáo luật, ngày 29 tháng 6 năm 1921, Phó tế Btanian, tiến đến việc được thụ phong linh mục. Tân linh mục khi ấy chỉ 23 tuổi.
Ngày 5 tháng 8 năm 1933, linh mục Batanian, 34 tuổi được chỉ định làm Giám mục Giáo phận Mardin, một giáo phận theo nghi lễ Armenian, có địa phận thuộc Thổ Nhĩ Kỳ. Lễ tấn phong cho vị tân chức đã được cử hành sau đó vào ngày 29 tháng 10. Ba giáo sĩ tham dự nghi thức truyền chức gồm chủ phong Avedis Bédros XIV Arpiarian, Thượng phụ Tòa Cilicia. Phụ phong gồm hai giáo sĩ khác là Tổng giám mục Jean Naslian, Giám mục chính tòa Giáo phận Trabzon, nghi lễ Armenian và Tổng giám mục Jacques Nessimian, Giám mục Giáo phận Alexandria, nghi lễ Armenian.
Ngày 10 tháng 8 năm 1940, ông được thăng Hàm Tổng giám mục Hiệu tòa Gabula. Sau đó mười hai năm, ngày 6 tháng 12 năm 1992, ông được thuyên chuyển làm Tổng giám mục chính tòa Tổng giáo phận Alep (Beroea, Halab), tọa lạc tại Syria. Ngày 25 tháng 4 năm 1959, ông được chuyển đổi danh hiệu thành Tổng giám mục Hiệu tòa Colonia in Armenia.
Ngày 4 tháng 9 năm 1962, ông được các giám mục trong Cộng đồng Giáo hội Armenian nhất trí bầu chọn làm Thượng phụ Tòa Thượng phụ Cilicia, đặt tại Li Băng. Hai tháng sau đó, ngày 15 tháng 11 cùng năm phía Giáo hội Công giáo Rôma chuẩn y và xác nhận việc bầu chọn của Giáo hội nghi lễ Armenian. Từ năm 1969, ông đảm trách thêm chức danh Chủ tịch Hội đồng Giáo hội Armernian.
Ngày 22 tháng 4 năm 1976, ông từ chức Thượng phụ Cilicia và Chủ tịch Hội đồng Giáo hội Armenian, vì sức khỏe yếu. Ông qua đời ngày 9 tháng 10 năm 1979, hưởng thọ 81 tuổi.